# Goizeder Azua Barrios
Goizeder Victoria Azua Barrios werd in 2002 tijdens de Miss Venezuela verkiezing verkozen tot Miss World Venezuela, ze vertrok naar de Miss World verkiezing in Londen, ze bemachtigde een plaats in de top 10.
In 2003 nam Goizeder deel aan de Miss International verkiezing en won de titel.
Goizeder Azua was tevens Miss Mesoamerika 2003.